# Cerkev sv. Lenarta, Breg ob Kokri
Cerkev sv. Lenarta se nahaja v Bregu ob Kokri, 10 kilometrov severovzhodno od Kranja. Je podružnična cerkev župnije Preddvor. Leta 2006 je bila cerkev sprejeta pod spomeniško varstvo kot spomenik lokalnega pomena.
Cerkev ima gotsko ladjo, ki je bila zgrajena na prelomu iz 14. v 15. stoletje, vključno s prezbiterijem, ki ima trodelni zaključek, zvonik pa je bil predelan v 17. stoletju v baročnem slogu. Notranjost krasijo gotske poslikave prezbiterija in slavoločne stene, ki so datirane nekje v 20. leta 15. stoletja in figuralno poslikan gotski strop iz 70. let 15. stoletja. Freske so bile odkrite leta 1957 in nato restavrirane in dokončno odkrite v letih 1958–1959. Cerkev se je lahko tudi pohvalila z enim najredkejših primerov ohranjene gotske umetnosti na področju današnje Slovenije, vitražev, ki pa so bili v 90. letih ukradeni in do današnjega dne ostajajo izgubljeni.

## Poslikave notranjščine
Na slavoločni steni, ki gleda na ladijski del cerkve se nahajajo 4 prizori. Na levi strani je prikazan sv. Jurij, ki poriva dolgo sulico skozi usta zmaja. Pod njim se nahaja zelo zanimiv prizor fig na pladnju, ki bi ga lahko jemali kot enega prvih primerov tihožitja na Slovenskem. Iz te motivike je tudi možna interpretacija o provenienci anonimnega avtorja poslikav. Na desni strani stene je upodobljen sv. Nikolaj, ki obdaruje speča dekleta, nad njim pa stoji sv. Lenart, ki osvobojuje jetnike. Poslikave na slavoločni steni so najbolje ohranjene. Poslikave v prezbiteriju so sicer ponekod slabše ohranjene kot na slavoločni steni, vendar je ikonografski program bogatejši in bolj zapleten. Na svodnem polju nad zaključno stranico je v mandljastem okvirju ali mandorli na mavrici sedeč naslikan Kristus, v ostalih štirih poljih pa so v parih upodobljeni evangelisti in cerkveni očetje. Nad slavolokom sta še Adam in Eva ob drevesu spoznanja. Po zaključnih stranicah in v ostenjih oken so še razporejeni apostoli, na obeh je skupno šest prizorov pasijona, pod njimi pa so preroki, ki se skupaj z rastlinsko ornamentiko pojavljajo tudi na slavoloku pod Adamom in Evo.

### Avtorstvo poslikav
Mojstri poslikav so pripadali t. i. goriški oz. furlanski delavnici, natančneje prvi skupini tretje faze delovanja Goriških delavnic, ki je delovala v 1. polovici 15. stoletja. Sam slog se je v tej fazi odmikal od tradicionalnih trecentističnih izhodišč k bolj severnjaškemu slogu, ki ga je v začetku 15. stoletja zaznamoval mednarodni mehki slog. Podobne primere lahko najdemo v cerkvi sv. Križa nad Selci in cerkvi sv. Klemena v Tupaličah. V sklopu potujočih furlanskih delavnic se najpogosteje srečujemo s cikličnimi upodobitvami kristusovega trpljenja in z raznimi pripovednimi upodobitvami kot so prizori iz življenja svetnikov in podobno. Verjetno je do menjave vplivov prišlo zaradi dejstva, da so se goriške delavnice pogosto selile iz kraja v kraj in so tako ob tem črpale vplive od drugod. Od tu lahko povlečemo tudi povezavo z že prej omenjenim tihožitjem s figami, ki bi lahko potrjeval tezo o potujočih furlanskih delavnicah.
Poteze slikanja se od figure do figure močno razlikujejo. Detajli kot so obrazne poteze so narejeni veliko natančneje kot pri ostalih delih telesa in pri draperiji. Roke so denimo v nekaterih primerih naslikane zelo primitivno, enako velja za draperijo, ki ni realistično modelirana. Iz tega spoznanja lahko sklepamo, da sta na poslikavah delovala dva slikarja. Eden izmed njiju je bil po vsej verjetnosti glavni mojster in je zato prevzel bolj delikatne predele figur, medtem ko je bil drugi slikar pomočnik ali vajenec, ki je poskrbel, da je lahko zaokrožil figuro in ji dal obleko, roke in stopala ter ostale potrebne dodatke, ki pa niso oblikovani tako skrbno in prefinjeno.